# Ramón Fagoaga
Ramón Alfredo Fagoaga Romero (San Miguel, 1952. január 12. – ) salvadori válogatott labdarúgó.

## Pályafutása

### Klubcsapatban
1970 és 1972 között az Dragón játékosa volt. 1973 és 1989 között az Atlético Marte csapatában játszott, melynek tagjaként három salvadori bajnoki címet (1981, 1982, 1985) szerzett. 1989 és 1990 között az Alianzát erősítette.

### A válogatottban
1976 és 1987 között 47 mérkőzésen szerepelt a salvadori válogatottban. Részt vett az 1982-es világbajnokságon, ahol a Magyarország elleni csoportmérkőzésen csereként, Belgium ellen kezdőként lépett pályára. Argentína ellen nem kapott lehetőséget.

## Sikerei
Atlético Marte
- Salvadori bajnok (3): 1980–81, 1982, 1985